# Giro del Lussemburgo 2020
Il Giro del Lussemburgo 2020, ottantaquattresima edizione della corsa, valevole come ventesima prova dell'UCI ProSeries 2020 categoria 2.Pro, si è svolto in 5 tappe dal 15 al 19 settembre 2020 su un percorso di 712 km, con partenza e arrivo a Lussemburgo. La vittoria è stata appannaggio dell'italiano Diego Ulissi, che ha completato il percorso in 16h32'39" precedendo il norvegese Markus Hoelgaard e il belga Aimé De Gendt.
Sul traguardo di Lussemburgo 105 ciclisti, su 137 partenti, portarono a termine la competizione.

## Tappe
| Tappa  | Data         | Percorso                  | km    | Vincitore di tappa | Leader cl. generale |
| ------ | ------------ | ------------------------- | ----- | ------------------ | ------------------- |
| 1ª     | 15 settembre | Lussemburgo > Lussemburgo | 133,5 | Diego Ulissi       | Diego Ulissi        |
| 2ª     | 16 settembre | Remich > Hesperange       | 40,7  | Arnaud Démare      | Diego Ulissi        |
| 3ª     | 17 settembre | Rosport > Schifflange     | 159,8 | John Degenkolb     | Eduard Grosu        |
| 4ª     | 18 settembre | Redange > Differdange     | 201   | Diego Ulissi       | Diego Ulissi        |
| 5ª     | 19 settembre | Mersch > Lussemburgo      | 177   | Andreas Kron       | Diego Ulissi        |
| Totale | Totale       | Totale                    | 712   |                    |                     |

## Squadre e corridori partecipanti
| N.      | Cod. | Squadra                    |
| ------- | ---- | -------------------------- |
| 1-7     | ALM  | AG2R La Mondiale           |
| 11-17   | AST  | Astana Pro Team            |
| 21-27   | TBM  | Bahrain-McLaren            |
| 31-37   | GFC  | Groupama-FDJ               |
| 41-47   | LTS  | Lotto Soudal               |
| 51-57   | NTT  | NTT Pro Cycling Team       |
| 61-67   | TFS  | Trek-Segafredo             |
| 71-77   | UAD  | UAE Team Emirates          |
| 81-87   | AFC  | Alpecin-Fenix              |
| 91-97   | BCF  | Bardiani-CSF-Faizanè       |
| 101-107 | WVA  | Bingoal-Wallonie Bruxelles |
| 111-116 | BBH  | Burgos-BH                  |

| N.      | Cod. | Squadra                             |
| ------- | ---- | ----------------------------------- |
| 121-127 | CJR  | Caja Rural-Seguros RGA              |
| 131-137 | CWG  | Circus-Wanty Gobert                 |
| 141-147 | NDP  | Nippo Delko Provence                |
| 151-156 | RIW  | Riwal Securitas Cycling Team        |
| 161-166 | SVB  | Sport Vlaanderen-Baloise            |
| 171-176 | ARK  | Team Arkéa-Samsic                   |
| 181-186 | UPT  | Uno-X Pro Cycling Team              |
| 191-196 | THR  | Vini Zabù KTM                       |
| 201-205 | LPC  | Leopard Pro Cycling                 |
| 211-216 | NRL  | Natura4Ever-Roubaix-Lille Métropole |
| 221-226 | VBG  | Team Vorarlberg Santic              |

## Dettaglio delle tappe

### 1ª tappa
- 15 settembre: Lussemburgo > Lussemburgo – 133,5 km

Risultati
| Pos. | Corridore     | Squadra   | Tempo    |
| ---- | ------------- | --------- | -------- |
| 1    | Diego Ulissi  | UAE       | 3h13'15" |
| 2    | Amaury Capiot | Sport Vl. | s.t.     |
| 3    | Eduard Grosu  | Nippo     | s.t.     |

| Pos. | Corridore     | Squadra   | Tempo    |
| ---- | ------------- | --------- | -------- |
| 1    | Diego Ulissi  | UAE       | 3h13'02" |
| 2    | Amaury Capiot | Sport Vl. | a 7"     |
| 3    | Eduard Grosu  | Nippo     | s.t.     |

### 2ª tappa
- 16 settembre: Remich > Hesperange – 40,7 km

Risultati
| Pos. | Corridore         | Squadra  | Tempo  |
| ---- | ----------------- | -------- | ------ |
| 1    | Arnaud Démare     | Groupama | 50'06" |
| 2    | Jasper Philipsen  | UAE      | s.t.   |
| 3    | Alexander Krieger | Alpecin  | s.t.   |

| Pos. | Corridore        | Squadra   | Tempo    |
| ---- | ---------------- | --------- | -------- |
| 1    | Diego Ulissi     | UAE       | 4h03'11" |
| 2    | Jasper Philipsen | UAE       | a 4"     |
| 3    | Amaury Capiot    | Sport Vl. | s.t.     |

### 3ª tappa
- 17 settembre: Rosport > Schifflange – 159,8 km

Risultati
| Pos. | Corridore        | Squadra | Tempo    |
| ---- | ---------------- | ------- | -------- |
| 1    | John Degenkolb   | Lotto   | 3h35'43" |
| 2    | Eduard Grosu     | Nippo   | s.t.     |
| 3    | P. Vanspeybrouck | Circus  | s.t.     |

| Pos. | Corridore     | Squadra   | Tempo    |
| ---- | ------------- | --------- | -------- |
| 1    | Eduard Grosu  | Nippo     | 7h38'49" |
| 2    | Diego Ulissi  | UAE       | a 5"     |
| 3    | Amaury Capiot | Sport Vl. | a 9"     |

### 4ª tappa
- 18 settembre: Redange > Differdange – 201 km

Risultati
| Pos. | Corridore        | Squadra | Tempo    |
| ---- | ---------------- | ------- | -------- |
| 1    | Diego Ulissi     | UAE     | 4h45'23" |
| 2    | Aimé De Gendt    | Circus  | s.t.     |
| 3    | Markus Hoelgaard | Uno     | s.t.     |

| Pos. | Corridore        | Squadra | Tempo     |
| ---- | ---------------- | ------- | --------- |
| 1    | Diego Ulissi     | UAE     | 12h24'07" |
| 2    | Aimé De Gendt    | Circus  | a 17"     |
| 3    | Markus Hoelgaard | Uno     | a 19"     |

### 5ª tappa
- 19 settembre: Mersch > Lussemburgo – 177 km

Risultati
| Pos. | Corridore        | Squadra | Tempo    |
| ---- | ---------------- | ------- | -------- |
| 1    | Andreas Kron     | Riwal   | 4h08'42" |
| 2    | Diego Ulissi     | UAE     | s.t.     |
| 3    | Markus Hoelgaard | Uno     | s.t.     |

| Pos. | Corridore        | Squadra | Tempo     |
| ---- | ---------------- | ------- | --------- |
| 1    | Diego Ulissi     | UAE     | 16h32'39" |
| 2    | Markus Hoelgaard | Uno     | a 25"     |
| 3    | Aimé De Gendt    | Circus  | a 27"     |

## Evoluzione delle classifiche
| Tappa              | Vincitore          | Classifica generale Maglia gialla | Classifica a punti Maglia blu | Classifica scalatori Maglia viola | Classifica giovani Maglia bianca | Classifica a squadre         |
| ------------------ | ------------------ | --------------------------------- | ----------------------------- | --------------------------------- | -------------------------------- | ---------------------------- |
| 1ª                 | Diego Ulissi       | Diego Ulissi                      | Diego Ulissi                  | Axel Zingle                       | Jasper Philipsen                 | non assegnata                |
| 2ª                 | Arnaud Démare      | Diego Ulissi                      | Jasper Philipsen              | Axel Zingle                       | Jasper Philipsen                 | UAE Team Emirates            |
| 3ª                 | John Degenkolb     | Eduard Michael Grosu              | Eduard Michael Grosu          | Baptiste Planckaert               | Vincenzo Albanese                | Riwal Securitas Cycling Team |
| 4ª                 | Diego Ulissi       | Diego Ulissi                      | Diego Ulissi                  | Sergio Martín                     | Aurélien Paret-Peintre           | Circus-Wanty Gobert          |
| 5ª                 | Andreas Kron       | Diego Ulissi                      | Diego Ulissi                  | Baptiste Planckaert               | Andreas Kron                     | AG2R La Mondiale             |
| Classifiche finali | Classifiche finali | Diego Ulissi                      | Diego Ulissi                  | Baptiste Planckaert               | Andreas Kron                     | AG2R La Mondiale             |

Maglie indossate da altri ciclisti in caso di due o più maglie vinte
- Nella 2ª tappa Amaury Capiot ha indossato la maglia blu al posto di Diego Ulissi.
- Nella 3ª tappa Rui Oliveira ha indossato la maglia bianca al posto di Jasper Philipsen.
- Nella 4ª tappa Amaury Capiot ha indossato la maglia blu al posto di Eduard Michael Grosu.
- Nella 5ª tappa Eduard Michael Grosu ha indossato la maglia blu al posto di Diego Ulissi.

## Classifiche finali

### Classifica generale - Maglia gialla
| Pos. | Corridore         | Squadra | Tempo     |
| ---- | ----------------- | ------- | --------- |
| 1    | Diego Ulissi      | UAE     | 16h32'39" |
| 2    | Markus Hoelgaard  | Uno     | a 25"     |
| 3    | Aimé De Gendt     | Circus  | a 27"     |
| 4    | Tim Wellens       | Lotto   | a 35"     |
| 5    | Andreas Kron      | Riwal   | a 38"     |
| 6    | Jan Bakelants     | Circus  | a 44"     |
| 7    | Alexander Krieger | Alpecin | a 47"     |
| 8    | C. Champoussin    | AG2R    | a 48"     |
| 9    | Petr Vakoč        | Alpecin | a 50"     |
| 10   | A. Paret-Peintre  | AG2R    | a 54"     |

### Classifica a punti - Maglia blu
| Pos. | Corridore         | Squadra | Punti |
| ---- | ----------------- | ------- | ----- |
| 1    | Diego Ulissi      | UAE     | 56    |
| 2    | Alexander Krieger | Alpecin | 30    |
| 3    | Markus Hoelgaard  | Uno     | 28    |
| 4    | Andreas Kron      | Riwal   | 21    |
| 5    | Aimé De Gendt     | Circus  | 21    |

### Classifica scalatori - Maglia viola
| Pos. | Corridore           | Squadra    | Punti |
| ---- | ------------------- | ---------- | ----- |
| 1    | Baptiste Planckaert | Bingoal    | 29    |
| 2    | Sergio Martín       | Caja Rural | 18    |
| 3    | Diego Ulissi        | UAE        | 12    |
| 4    | Santiago Buitrago   | Bahrain    | 9     |
| 5    | C. Champoussin      | AG2R       | 8     |

### Classifica giovani - Maglia bianca
| Pos. | Corridore        | Squadra | Tempo     |
| ---- | ---------------- | ------- | --------- |
| 1    | Andreas Kron     | Riwal   | 16h33'17" |
| 2    | C. Champoussin   | AG2R    | a 10"     |
| 3    | A. Paret-Peintre | AG2R    | a 16"     |
| 4    | Mauro Schmid     | Leopard | a 21"     |
| 5    | Vadim Pronskiy   | Astana  | a 27"     |

### Classifica a squadre
| Pos. | Squadra             | Tempo     |
| ---- | ------------------- | --------- |
| 1    | AG2R La Mondiale    | 49h42'17" |
| 2    | Alpecin-Fenix       | a 1'02"   |
| 3    | Circus-Wanty Gobert | a 3'16"   |
| 4    | Lotto Soudal        | a 3'27"   |
| 5    | Team Arkéa-Samsic   | a 3'32"   |